# Anticoma longissima
Anticoma longissima är en rundmaskart som beskrevs av Allgen 1958. Anticoma longissima ingår i släktet Anticoma och familjen Anticomidae. Inga underarter finns listade i Catalogue of Life.